# Роза Топузова-Каревска
Роза Топузова–Каревска (на македонска литературна норма: Роза Топузова–Каревска) е археоложка и политик от Северна Македония.

## Биография
Родена е на 26 юли 1954 година в град Прилеп, тогава във Федеративна народна република Югославия. Завършва магистратура в Училището за магистър по бизнес администрация в Триест.
В 2002 година е избрана за депутат от Либерално-демократическата партия в Събранието на Северна Македония. В 2006,, 2008, и 2014 година отново е избрана за депутат. Макар Топузова-Каревска да участва в коалицията на Социалдемократическия съюз на Македония, заедно с Любица Буралиева и Солза Гърчева тя не не последва обявения бойкот на парламента и остава независим депутат.